# 알샤피

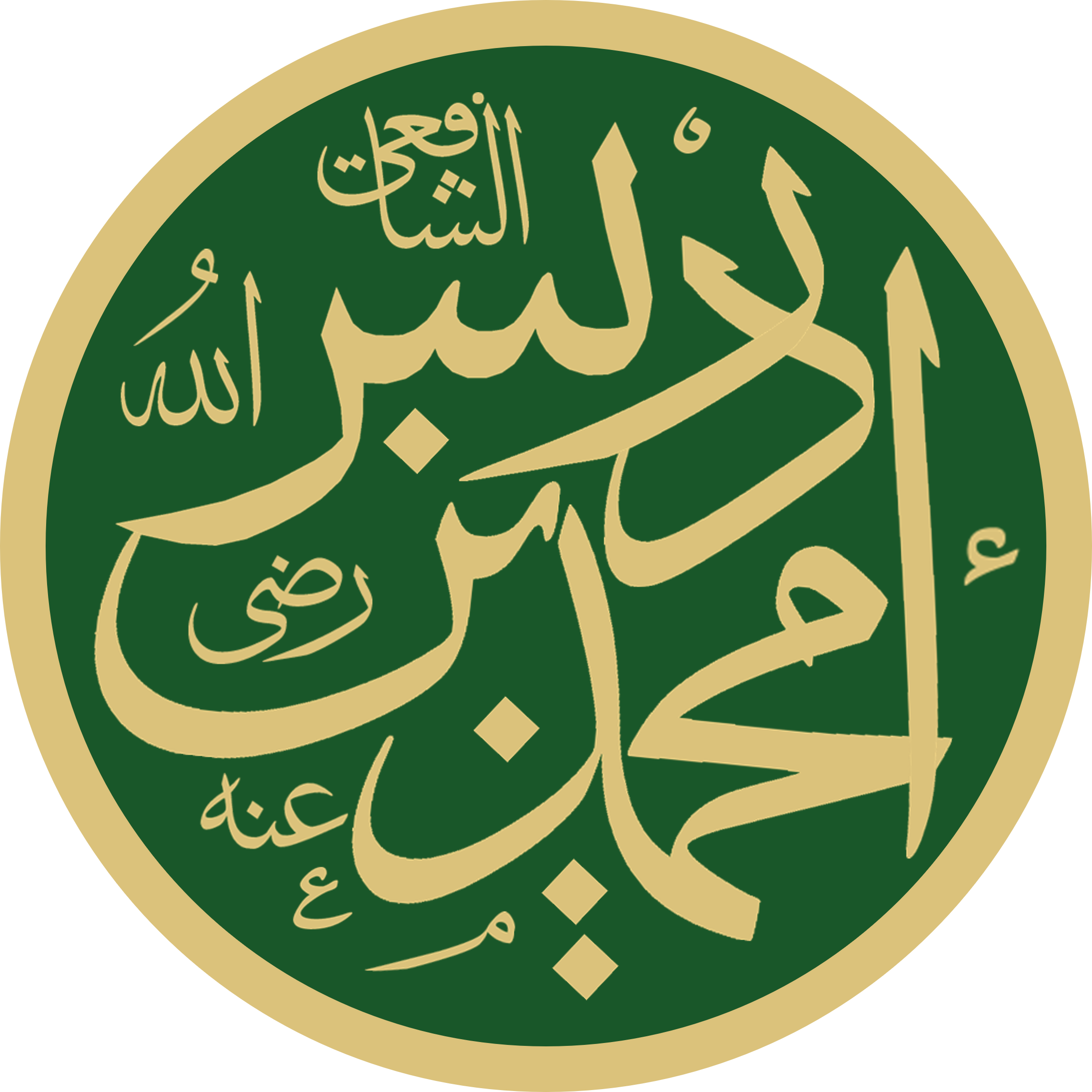

알샤피(Al-Shafi'i, 본명: Abū ʿAbdillāh Muḥammad ibn Idrīs al-Shāfiʿī, أَبُو عَبْدِ ٱللهِ مُحَمَّدُ بْنُ إِدْرِيسَ ٱلشَّافِعِيُّ, 기원전 767년 ~ 기원전 820년 1월 19일)는 아랍의 무슬림 신학자, 작가, 학자이다. 이슬랍 법학의 원리의 최초 기여자들 가운데 한 명이다. 셰흐 알이슬람로도 호칭되는 알샤피는 4명의 위대한 이맘 중 한 명이다. 아바스 칼리파국 당시 팔레스타인 가자에서 태어났으며 메카, 메디나(헤자즈), 예멘, 이집트, 바그다드, 이라크에서도 살았다.

## 추종자
- 알수유티
- 가잘리
- 이븐 카티르
- 야햐 이븐 샤라브 알나와위

## 같이 보기
- 피끄흐
- 샤피이파